# Пинк Хил (Северна Каролина)
Пинк Хил (енгл. Pink Hill) град је у америчкој савезној држави Северна Каролина.

## Демографија
По попису из 2010. године број становника је 552, што је 31 (6,0%) становника више него 2000. године.
| Група             | 2000.       | 2010.       |
| Белци             | 317 (60,8%) | 287 (52,0%) |
| Афроамериканци    | 135 (25,9%) | 159 (28,8%) |
| Азијати           | 1 (0,2%)    | 0 (0,0%)    |
| Хиспаноамериканци | 71 (13,6%)  | 112 (20,3%) |
| Укупно            | 521         | 552         |